# Estación José León Suárez
José León Suárez es una estación ferroviaria ubicada en el partido de General San Martín, Gran Buenos Aires, Argentina.
A pesar de compartir el nombre, la estación Suárez no se encuentra oficialmente en esa localidad, si no entre Villa Godoy Cruz y Villa Ballester Noroeste.

## Servicios
Es la estación terminal del servicio eléctrico metropolitano que se presta entre ésta y la estación Retiro. 

## Ubicación
La estación no se encuentra en la vía principal, por lo que los trenes deben tomar un desvío para ingresar a ella. [cita requerida]
Más adelante, se encuentran los Talleres de Trenes Argentinos Operaciones (Suárez), donde se repara y se guarda material de la empresa.

## Toponimia
La estación es llamada km 24, su distancia al congreso, luego de su construcción en 1932, es renombrada en 1940 en honor al Dr. José León Suárez.